# Línea Kajóvskaya (Metro de Moscú)

Trayecto de la línea Kajóvskaya del Metro de Moscú.

La línea Kajóvskaya (del ruso: Кахо́вская ли́ния), también conocida como línea 11A y anteriormente línea 11, era una línea del Metro de Moscú. A pesar de que la línea se formó en 1995, todas las estaciones datan de 1969, cuando se abrieron como parte de la línea Zamoskvoretskaya. La Kajóvskaya era la única línea convencional que carece de una estación de transbordo completa a la línea circular. También era la línea más corta del sistema, de sólo 3,4 kilómetros de longitud y tenía sólo tres estaciones.
Fue cerrada en 2019. Todas sus estaciones serán reabiertas en 2022 como una parte de Línea Bolshaya Koltsevaya.

## Historia
| Tramo                       | Inauguración            | Longitud  |
| --------------------------- | ----------------------- | --------- |
| Avtozavódskaya-Kajóvskaya   | 11 de agosto de 1969    | 9.5 km    |
| Separación a una solo línea | 20 de noviembre de 1995 | - 6.1 km* |
| Total:                      | 3 estaciones            | 3.4 km    |

* Antes de 1995 era parte de la línea Zamoskvorétskaya

## Transbordos
| #           | Transbordo a                       | En           |
| ----------- | ---------------------------------- | ------------ |
| 2           | Línea Zamoskvoretskaya             | Kashirskaya  |
| Ferrocarril | Dirección Paveletskoye             | Varshavskaya |
| 9           | Línea Serpukhovsko-Timiryazevskaya | Kakhovskaya  |